# Луций Емилий Павел (консул 50 пр.н.е.)
Вижте пояснителната страница за други личности с името Луций Емилий Павел.
Луций Емилий Павел (на латински: Lucius Aemilius Lepidus Paullus) е политик на късната Римска република.

## Биография
Той е син на Марк Емилий Лепид (консул 78 пр.н.е.) и Апулея, дъщеря на Луций Апулей Сатурнин (народен трибун 103 пр.н.е.). Брат е на триумвир Марк Емилий Лепид (консул 46 пр.н.е.).
През 60 пр.н.е. той e квестор, 59 пр.н.е. проквестор в Македония на проконсул Гай Октавий.
През 55 пр.н.е. e едил и реконструира отново Базилика Емилия в Рим, за което през 44 пр.н.е. Цицерон го хвали на Римски форум. Емилий е против втория триумвират и е проскрибиран. През 53 пр.н.е. става претор. През 50 пр.н.е. е избран за консул заедно с Гай Клавдий Марцел Младши.
Емилий е баща на Павел Емилий Лепид (консул 34 пр.н.е.), който се жени за Клавдия Марцела Младша (племенница на император Август). Има вероятно още един син Луций Емилий Павел (цензор).